# Raoul Delfosse
Pour les articles homonymes, voir Delfosse.
Raoul Delfosse est un acteur français, né le 12 mai 1924 à Aulnoy-lez-Valenciennes (Nord) et mort le 27 novembre 2009 à Belloy-en-France (Val-d'Oise).

## Filmographie

### Cinéma
- 1956 : Bonsoir Paris, bonjour l'amour de Ralph Baum et Hermann Leitner
- 1956 : Paris Palace Hôtel d'Henri Verneuil : (Le rouquin éméché)
- 1957 : Amère victoire de Nicholas Ray : (Le lieutenant Kassel)
- 1958 : La Tour, prends garde ! de Georges Lampin : (Bravaccio)
- 1960 : Boulevard de Julien Duvivier : (Le serveur de la buvette)
- 1960 : En pleine bagarre de Georges Bianchi : (Pimpon)
- 1962 : Le Procès d'Orson Welles : (Un policier)
- 1962 : Charade de Stanley Donen : (Le chauffeur de taxi)
- 1963 : Aimez-vous les femmes? de Jean Léon : (L'homme de la péniche)
- 1964 : Week-end à Zuydcoote d'Henri Verneuil : (Le soldat annonçant la mort d'Alexandre)
- 1964 : Fifi la plume d'Albert Lamorisse : (Le directeur du cirque)
- 1964 : L'horoscope de Christian Duvaleix - court métrage (14 min)
- 1966 : Le Grand Restaurant de Jacques Besnard : (Le chef cuisinier)
- 1966 : La Vingt-cinquième Heure d'Henri Verneuil : (L'huissier)
- 1968 : Un cri dans l'ombre de John Guillermin : (Louis Le Buc)
- 1968 : La voie lactée de Luis Buñuel
- 1968 : Le clan des Siciliens d'Henri Verneuil : (Léoni)
- 1968 : L'Astragale de Guy Casaril : (Pierre)
- 1968 : Le Cerveau de Gérard Oury : Un soldat belge de la MP
- 1969 : La maison de campagne de Jean Girault
- 1969 : La dame dans l'auto avec des lunettes et un fusil d'Anatole Litvak : (Un touriste américain)
- 1970 : Le Distrait de Pierre Richard : (Gliston)
- 1971 : Les Pétroleuses de Christian Jaque : (« Le Cornac »)
- 1971 : Le Casse d'Henri Verneuil : (Le gardien de la Villa Tasco)
- 1971 : Les Malheurs d'Alfred de Pierre Richard
- 1974 : Le Bougnoul de Daniel Moosmann : (Le chauffeur de taxi)
- 1975 : French Connection 2 de John Frankenheimer : (Le capitaine néerlandais)
- 1976 : Je t'aime moi non plus de Serge Gainsbourg
- 1977 : La nuit, tous les chats sont gris de Gérard Zingg : (Le chauve)
- 1977 : La Coccinelle à Monte-Carlo de Vincent McEveety : (Le capitaine de police)
- 1978 : Ça va paniquer / À l'est du Rio Concho de Gilbert Roussel : (Gaston)
- 1978 : Je suis timide mais je me soigne de Pierre Richard : (Le chauffeur de la 404)
- 1984 : The Frog Prince de Brian Gilbert : (M. Peroche)
- 1986 : Twist again à Moscou de Jean-Marie Poiré : un touriste belge
- 1988 : Le Complot d'Agnieszka Holland
- 1992 : Les Mille et Une Farces de Pif et Hercule - dessin animé - de Bruno Desrousses et Charles de Latour (voix)
- 1994 : Lumière noire de Med Hondo
- 1994 : L'enfant de père inconnu de Laurent Thomas
- 1994 :  L'Heure du cochon de Leslie Megahey : (Blind Georges)
- 1998 : Animals de Michael di Giacomo : (Felipe)
- 2000 : Crépuscule de Laurence Gall - court métrage (12 min) -

### Télévision
- 1965 : Bob Morane de  Robert Vernay
- 1967 : Signé Alouette de Jean Vernier
- 1968 : Au théâtre ce soir : J'ai 17 ans de Paul Vandenberghe, mise en scène Robert Manuel, réalisation Pierre Sabbagh, théâtre Marigny
- 1969 : Les Cinq Dernières Minutes, épisode L'Inspecteur sur la piste de Claude Loursais
- 1972 : Les Chemins de fer de Daniel Georgeot
- 1972 : Au théâtre ce soir : Le Gendre de Monsieur Poirier de Jules Sandeau et Emile Augier, mise en scène Robert Manuel, réalisation Pierre Sabbagh, théâtre Marigny
- 1973 : Molière pour rire et pour pleurer de Marcel Camus
- 1975 : Au théâtre ce soir : La Rabouilleuse d'Émile Fabre d'après Honoré de Balzac, mise en scène Robert Manuel, réalisation Pierre Sabbagh, théâtre Édouard VII
- 1975 : Les Compagnons d'Eleusis de Claude Grinberg
- 1975 : L'inspecteur Wens : Six hommes morts - "Les Grands Détectives" de Jean Herman : Le procureur
- 1977 : Recherche dans l'intérêt des familles de Philippe Arnal
- 1980 : Fantômas, feuilleton TV de Claude Chabrol et Juan Luis Buñuel : Le père Korn
- 1981 : Staline est mort d'Yves Ciampi
- 1981 : Au théâtre ce soir : Ce que femme veut d'Alfred Savoir et Étienne Rey, mise en scène Jean Kerchbron, réalisation Pierre Sabbagh, théâtre Marigny
- 1993 : Maigret : Maigret se défend d'Andrzej Kostenko
- 1994 : Maigret : La Patience de Maigret d'Andrzej Kostenko

#### Série télévisée
- Chapeau melon et bottes de cuir : Le lion et la Licorne (en) (The Lion and the Unicorn) - (Mai 1977) SAISON 8 – No 7 - ITV, 30 septembre 1977 – TF1, 27 juillet 1979

## Théâtre
- 1956 : Traquenard de Frédéric Valmain d'après James Hadley Chase, mise en scène Jean Dejoux, théâtre Charles de Rochefort
- 1958 : Mon p'tit pote de Marc Cab et Jean Valmy, mise en scène Jacques-Henri Duval, théâtre des Célestins
- 1965 : La Nuit de Lysistrata d'Aristophane, mise en scène Gérard Vergez, théâtre Édouard VII
- 1967 : Le Cavalier seul de Jacques Audiberti, mise en scène Jacques Rosny, théâtre La Bruyère
- 1967 : Les Caprices de Marianne d'Alfred de Musset, mise en scène Georges Vitaly, Festival du Languedoc
- 1968: Le Disciple du Diable  de George Bernard Shaw, mise en scène Jean Marais, théâtre de Paris
- 1971 : Roméo et Juliette de William Shakespeare, mise en scène Marcel Maréchal et Bernard Ballet, théâtre national de l'Odéon
- 1973 : L'Honneur des Cipolino de Jean-Jacques Bricaire et Maurice Lasaygues, mise en scène Michel Roux, théâtre Fontaine
- 1975 : Le Chasseur français de Boris Vian, mise en scène Pierre Perroux, théâtre Présent
- 1989 : Point de feu sans fumée de Julien Vartet, mise en scène Jean-Paul Tribout, théâtre Édouard VII

## Doublage

### Cinéma

#### Films
- George Kennedy dans : 
  - Luke la main froide : Dragline
  - Que vienne la nuit : Shérif Coombs
  - Un homme fait la loi : Big John McKay
  - Les Cordes de la potence : Abe Fraser
  - Les Naufragés du 747 : Joe Patroni
  - Virus : l'amiral Conway
  - Delta Force : Le père O'Malley
  - Denis la Malice sème la panique : le grand-père de Denis
- Slim Pickens dans :
  - Le shérif est en prison : Taggart
  - Le Bison blanc : Abel Pickney
  - L'Inévitable Catastrophe : Jud Hawkins
  - Le Dernier Secret du Poseidon : Dewey « Tex » Hopkins
  - Tom Horn : Sam Creedman
- Orson Welles dans :
  - L'Étoile du sud : Plankett
  - Commencez la révolution sans nous : Lui-même
- Bud Spencer dans :
  - Cinq Gâchettes d'or : O'Bannion
  - Salut l'ami, adieu le trésor : Charlie O'Brien
- Peter Ustinov dans :
  - Enquête à l'italienne : Hellman
  - Charlie Chan and the Curse of the Dragon Queen : Charlie Chan
- Walter Barnes dans :
  - Doux, dur et dingue : Tank Murdock
  - Bronco Billy : Le shérif Dix
- Wilford Brimley dans :
  - La Vallée de la mort : le shérif Perry
  - Remo sans arme et dangereux : Harold Smith

et aussi
- 1941[2] : Billy the Kid le réfractaire : Shérif Cass McAndrews (Cy Kendall)
- 1957 : Le vengeur agit au crépuscule : Sam (Noah Beery Jr.)
- 1967 : Les Turbans rouges : Le colonel (Patrick Newell)
- 1968 : Le Baiser papillon : le garagiste (Sid Clute)
- 1968 : La Vallée du bonheur : le shérif (Dolph Sweet)
- 1969 : La Vallée de Gwangi : Professeur Horace Bromley (Laurence Naismith)
- 1969 : Le Plus Grand des Hold-up : Mort, l'adjoint du shérif (Byron Keith)
- 1970 : Commencez la révolution sans nous : Le roi Louis (Hugh Griffith)
- 1970 : Le Reptile : le colonel Wolff (Gene Evans)
- 1970 : Ya, ya, mon général ! : un gangster (Henry Corden)
- 1970 : On n'achète pas le silence : M. Ike (Chill Wills)
- 1971 : Rio Verde : Joe Pickins (Harry Carey Jr.)
- 1972 : Guet-apens : le chef de la Police (O.S. Savage)
- 1973 : American Graffiti : Hank Henderson (Al Nabandian)
- 1973 : Un flic hors-la-loi : le gérant du restaurant[Qui ?]
- 1973 : Complot à Dallas : Halliday (John Anderson)
- 1973 : Te Deum : l'homme giflé par Betty[Qui ?]
- 1973 : Don Angelo est mort : le joueur de golf (Allan Ray)
- 1974 : Alice n'est plus ici : Jacobs (Murray Moston)
- 1974 : Tremblement de terre : Fred (Gene Dynarski)
- 1975 : Barry Lyndon : le sergent recruteur (John Bindon)
- 1975 : Une bible et un fusil : Le révérend Goodnight (Jon Lormer)
- 1975 : The Wild Party : Tex (Royal Dano)
- 1975 : Trinita, nous voilà ! : un habitant[Qui ?]
- 1975 : Le Tigre de papier : le sergent Forster (Ronald Fraser)
- 1975 : La Route de la violence : voix de l'animateur-radio de l'émission de Country
- 1976 : Buffalo Bill et les indiens : Le major John Burke (Kevin McCarthy)
- 1976 : Josey Wales hors-la-loi : Fletcher (John Vernon)
- 1976 : Le Bus en folie : Emery Bush (Richard B. Schull)
- 1976 : La Bataille de Midway : le soldat préposé au radar[Qui ?]
- 1976 : En route pour la gloire : Carl (David Clennon)
- 1976 : Les Hommes du président : L'avocat de Hugh Sloan (James Karen)
- 1976 : Gator de Burt Reynolds : le barman (J. Don Ferguson (en))
- 1976 : Ambulances tous risques : Rodeo (Dick Butkus)
- 1977 : L'Épreuve de force : Josephson (Pat Hingle)
- 1977 : Le Message : Abu Lahab (Wolfe Morris)
- 1977 : Bande de flics : Spermwhale Whalen (Charles Durning)
- 1977 : Enfer mécanique : Charles (Henry O'Brien)
- 1978 : Halloween, la nuit des masques : Le gardien du cimetière (Arthur Malet)
- 1979 : L'Arme au poing : Frank Hull (Vincent Gardenia)
- 1979 : Elle : Le pharmacien (Arthur Rosenberg)
- 1979 : Le Rabbin au Far West : Samuel Bender (Jack Somack)
- 1980 : Fog : Al Williams (John F. Goff)
- 1980 : Les Chiens de guerre : un mercenaire (Alan Beckwith)
- 1980 : La Bidasse : Segent L.C. Ross (Hal Williams)
- 1980 : Le Dernier Vol de l'arche de Noé : Benchley (Dana Elcar)
- 1980 : La Secte des cannibales : Frère Reeves (Franco Fantasia)
- 1981 : Rien que pour vos yeux : Général Anatol Gogol (Walter Gotell)
- 1981 : Chicanos, chasseur de têtes : Willie Lambert (Norman Alden)
- 1981 : Sanglantes Confessions : l'inspecteur Frank Crotty (Kenneth McMillan)
- 1981 : Deux filles au tapis : Jerome (Lenny Montana)
- 1984 : Top secret ! : Général Streck (Jeremy Kemp)
- 1984 : Supergirl : Billy (Bill Mitchell) (1er doublage)
- 1984 : La Corde raide : Leander Rolfe (Marco St. John)
- 1984 : L'Épée du vaillant : le frère Vosper (Brian Coburn)
- 1985 : L'Homme à la chaussure rouge : Hulse (Ritch Brinkley)
- 1985 : Rocky 4 : l'arbitre du match Apollo Creed vs Ivan Drago (Lou Filipo)
- 1985 : D.A.R.Y.L. : Harry, le pilote (Ski Collins) (1er doublage)
- 1985 : La Chair et le Sang : le capitaine Hawkwood (Jack Thompson)
- 1985 : Les Oies sauvages 2 : Stroebling (Robert Freitag)
- 1988 : Un poisson nommé Wanda : le serrurier (Roger Hume)
- 1988 : Appel d'urgence : Harlan (Claude Earl Jones)
- 1988 : Big : le conducteur de la limousine (George J. Manos)
- 1988 : Les Dieux sont tombés sur la tête 2 : Brenner (Lorens Swanepoel)
- 1990 : Fire Birds : A.K. McNeil (Dale Dye)
- 1991 : Hot Shots! : l'amiral Thomas Benson (Lloyd Bridges)
- 1996 : Larry Flynt : le juge Morrissey (Larry Flynt)
- 1999 : Instinct : Warden Keefer (John Aylward)
- 2000 : Traffic : Général Arturo Salazar (Tomás Milián)

### Télévision

#### Téléfilms
- 1977 : Horizons en flammes : Dan Harter (Gene Evans)
- 1985 : La Bataille d'Endor : Noa Briqualon (Wilford Brimley) (1er doublage)
- 1986 : Le Fantôme de Canterville : sir Simon de Canterville (John Gielgud)
- 1990 : La Main de l'assassin : colonel Gould (Warren Clarke)
- 1998 : Nick Fury: Agent of SHIELD : Werner von Strucker (Scott Heindl)

#### Séries télévisées
- 1974-1981 : La Petite Maison dans la prairie : Jonathan Garvey et Isaiah Edwards (Merlin Olsen) & (Victor French) (Voix de remplacement)
- 1982-1987 : Fame : Benjamin Shorofsky (Albert Hague) - 2e voix
- 1988-1991 : Dallas : Carter McKay (George Kennedy)
- 1994-2008 : Urgences : Dr. Donald Anspaugh (John Aylward) (1re voix)
- 1999-2003 : Farscape : Dominar Rygel XVI (Jonathan Hardy)
- 2006: Stargate SG-1 : Président Nadal (John Aylward)

#### Séries d'animation
- 1972 : La Bataille des planètes : Suprême Clarté
- 1982-1984 : Robotech : Dolza (dans Macross) et le gouverneur Anatole Léonard (dans Southern Cross)
- 1985 : Cobra : Brian Reed
- 1985-1987 : La Famille Ours : Papa Ours
- 1986-1987 : Dragon Ball : Oolong (1re voix), Général Red (1re voix), Bola, Nam, le capitaine Silver, C-8, Maître Karin, Bacterian, le narrateur (voix de remplacement) et d'autres personnages secondaires
- 1986 : Les Aventures des Galaxy Rangers : le commandant Joseph Walsh
- 1988 : Bobobobs : le Capitaine Brick, Docteur Cachalot
- 1988 : Giraya Ninja : Tetsuzan Yamashy
- 1988-1989 : Galaxy Express 999 : le narrateur, Antalius, le docteur Subari, Olo-Olo, l'écrivain et voix additionnelles
- 1989 : Super Mario Bros : le roi Koopa (Bowser) (1re voix)
- 1989 : Princesse Zelda : le roi Harkinian et divers méchants
- 1993 : Les Voyages de Corentin : le commandant de la Destinée
- 1994 : Les Animaux du Bois de Quat'sous : Crapaud
- 1995 : Dragon Ball Z : Bola